# Werner Jank (Musikpädagoge)
Werner Jank (* 1954 in Gmunden, Österreich) ist ein österreichischer Musikpädagoge und Musikdidaktiker.

## Leben
Jank maturierte in Gmunden und studierte die Fächer Musikerziehung (Schulmusik) und Geschichte an der Hochschule für Musik und Darstellende Kunst in Wien und an der Universität Wien. Das „Probejahr“ (entspricht dem Referendariat) legte er in Wien ab, ebenso die Promotion im Fach Geschichte: Arbeitermusik zwischen Kunst, Kampf und Geselligkeit – Sozialdemokratische Arbeiter-Musikbewegung in der Ersten Republik (1982).
1981 bis 1983 folgte ein Studium der Musikpädagogik und Erziehungswissenschaft an der Carl-von-Ossietzky-Universität Oldenburg. Dort war er 1981 bis 1990 auch Lehrender für die Fächer Musiktheorie, Gehörbildung und Musikpädagogik, später auch Allgemeine Pädagogik. 1987 bis 1989 legte er das Referendariat am Studienseminar in Wilhelmshaven ab. Danach hatte er Lehraufträge für Musikpädagogik an den Universitäten in Oldenburg, Gießen und Hamburg und war Lehrer an Gymnasien sowie einer Realschule in Heidelberg. 1991 bis 1993 folgte ein Postgraduierten-Stipendium zur Habilitation im Graduierten-Kolleg „Ästhetische Bildung“ (Universität Hamburg). 
1993 erhielt er eine Professur für Musikpädagogik an der Staatlichen Hochschule für Musik und Darstellende Kunst Mannheim und  1997 eine Vertretungsprofessur für Musikpädagogik an der Musikhochschule Freiburg. 2009 erging der Ruf der Hochschule für Musik und Darstellende Kunst Frankfurt a. M. auf eine Professur für Musikpädagogik.
Er begleitete den Modellversuch Kooperation Allgemein Bildende Schule und Musikschule in Hessen (1997–2000) zusammen mit Rainer Schmitt. In den 1980er und 1990er Jahren war und erneut seit 2010 ist Jank Vorstandsmitglied in der Bundesfachgruppe Musikpädagogik. Er war Leiter der AG Schulmusik der Rektorenkonferenz der Musikhochschulen der Bundesrepublik Deutschland (2004–2008) und Vorsitzender des Landesbereichs Baden-Württemberg des Arbeitskreises für Schulmusik (2001–2009). Seit 2011 ist Jank pädagogischer Leiter des Projektes Primacanta zur Fortbildung von Grundschullehrerinnen und -lehrern für das Fach Musik in und um Frankfurt am Main.
Bekannt wurde er als Mitbegründer und Hauptvertreter des "aufbauenden Musikunterrichts".

## Schriften (Auswahl)
- mit Hilbert Meyer: Didaktische Modelle. Berlin 1991 (10. Aufl. 2011)
- Musik-Didaktik. Praxishandbuch Sekundarstufe I und II. Berlin 2005 (4. Aufl. 2012)
- mit Gero Schmidt-Oberländer: Music Step by Step. Aufbauender Musikunterricht in der Sekundarstufe I. Lehrerhandbuch; Schülerarbeitsheft; Medienbox. Rum/Innsbruck und Esslingen 2010